# Дерзкая девчонка
«Дерзкая девчонка» (фр. L'Effrontée) —  французский художественный фильм режиссёра Клода Миллера, снятый в 1985 году. Вольная экранизация романа Карсон Маккалерс «На свадьбе».

## Сюжет
13-летняя Шарлотта,  переживающая переходный возраст, очень комплексует по  поводу своей внешности и скучает по уехавшему брату. Но все считают её лишь дерзкой девчонкой. Знакомство с популярной ровесницей —  знаменитой пианисткой Кларой, кажется, может изменить всё.

## В ролях
- Шарлотта Генсбур — Шарлотта Кастан
- Клотильд Бодон — Клара
- Бернадетт Лафон  —  Леоне, служанка
- Жюли Гленн —  Лулу
- Жан-Клод Бриали — Сэм, импресарио Клары
- Жан-Филипп Экоффей — Жан
- Рауль Бийре — Антони Кастан, отец Шарлотты
- Симон де Ла Бросс  — Жаку Кастан, брат Шарлотты

## Награды и номинации
Сезар
- Победитель (2):
  - Самая многообещающая актриса (Шарлотта Генсбур)[2]
  - Лучшая актриса второго плана (Бернадетт Лафон)
- Номинации (6):
  - Лучший фильм
  - Самый многообещающий актер (Жан-Филипп Экоффей)
  - Лучший режиссёр (Клод Миллер)
  - Лучший адаптированный или оригинальный сценарий (Клод Миллер, Анн Миллер, Бернар Стора, Люк Беро)
  - Лучшие костюмы (Жаклин Бушо)
  - Лучший звук (Поль Лайне, Жерар Лампс)

Приз Луи Деллюка
- Лучший фильм года